# Gle Tunjoy
Gle Tunjoy är ett berg i Indonesien.   Det ligger i provinsen Aceh, i den västra delen av landet, 1 800 km nordväst om huvudstaden Jakarta. Toppen på Gle Tunjoy är 535 meter över havet, eller 392 meter över den omgivande terrängen. Bredden vid basen är 5,0 km.
Terrängen runt Gle Tunjoy är kuperad åt nordväst, men åt sydost är den platt. Havet är nära Gle Tunjoy åt sydväst.Runt Gle Tunjoy är det glesbefolkat, med 18 invånare per kvadratkilometer. Omgivningarna runt Gle Tunjoy är en mosaik av jordbruksmark och naturlig växtlighet.